# Katolička Crkva u Kazahstanu
Katolička Crkva u Kazahstanu dio je svjetske Katoličke Crkve u zajedništvu s papom i rimskom kurijom. Katoličanstvo je na kazahstanskom tlu prisutno od 2. stoljeća. U Kazahstanu danas živi oko četvrt milijuna katolika, većinom zapadnoga (rimskoga) obreda, ali i grkokatolika i vjernika Istočnih Crkava, čineći katoličanstvo drugom najbrojnijom kršćanskom zajednicom u državi, iza pravoslavne. Većinu katolika u zemlji čine Poljaci, Nijemci i Litavci, s tim da se odljevom Nijemaca u ujedinjenu Njemačku Raspadom Sovjetskog Saveza vjernička zajednica u devedesetim godinama 20. stoljeća smanjila.
Katoličanstvo na područje Kazahstana donose rimski ratni zarobljenici nakon poraza od Sasanida na današnjem kazahstanskom tlu. Biskupska vlast pristuna je od 4. stoljeća, otkada potječu i prvi melkitski samostani. Staljinovim deportacijama katolika i katoličkoga klera u sabirne logore na području Kazahstana i ostalih srednjoazijskih komunističkih republika, katoličko se pučanstvo znatno povećalo. Padom komunizma papa Ivan Pavao II. osniva 1991. apostolsku administraciju koja je pokrivala područje cjelokupne Srednje Azije. Međudržavni diplomatski odnosi između Kazahstana i Vatikana uspostavljeni su 1994. Osnivanjem posebnih apostolskih administracija za Kirgistan, Tadžikistan, Turkmenistan i Uzbekistan, bivša apostolska administracija svodi se na područje Kazahstana te je 1999. podijeljena u četiri manje uprave. Papa Ivan Pavao II. osobno je posjetio Kazahstan 2001., a dvije godine kasnije uzdiže Astansku i Almatijsku apostolsku upravu (administraturu) na razine nadbiskupije odnosno biskupije. Biskupska konferencija primljena je 2008. u Savez azijskih biskupskih konferencija. Papa Franjo osniva 1. srpnja 2019. Apostolsku administraciju Kazahstana i Srednje Azije kao pastvu svih župnih zajednica istočnoga (bizantskoga) obreda.
- Ustroj Katoličke Crkve u Kazahstanu
- Astanska nadbiskupija Marije Najsvetije
- Karagandinska (Qarağandyska) biskupija
- Almatijska biskupija
- Apostolska administracija Atirauja.

## Vanjske poveznice
- Službene stranice Katoličke Crkve u Kazahstanu
- Podatci o Katoličkoj Crkvi u Kazahstanu u mrežnoj bazi podataka »GCatholic«
- Katolička Crkva u Kazahstanu u mrežnoj bazi podataka »Catholic Hierarchy«